# Сидоров, Ярополк Петрович
Ярополк Петрович Сидоров (13 февраля 1936 — 29 февраля 2020) — советский и российский тренер по лёгкой атлетике. Заслуженный тренер РСФСР.

## Биография
В 1961 году Я. П. Сидоров окончил ГДОИФК имени П. Ф. Лесгафта. После этого по перераспределению попал на работу тренером в спортивный клуб «Уралец» (Нижний Тагил), где работал в 1961—1964 гг. С 1974 года — тренер Школы высшего спортивного мастерства в Ленинграде. Старший тренер сборной Ленинграда в 1970—1992 гг. Также был тренером сборных СССР и России по лёгкой атлетике в 1969—1994 гг.
За многие годы работы подготовил множество выдающихся легкоатлетов. Среди его подопечных — М. Пономарёва, Ю. Зорин, Д. Стукалов, С. Куцебо, В. Пегов, А. Семёнов, С. Шиленков, С. Махнев. Ученики Ярополка Петровича принимали участие в Олимпийских играх, были призёрами и чемпионами Кубка мира, Чемпионатов мира и Европы, устанавливали новые рекорды. В 1983 году Ярополк Петрович за свои успехи на тренерском поприще был удостоен почётного звания «Заслуженный тренер РСФСР».
Также занимался преподавательской деятельностью. Работал преподавателем в Ленинградском сельскохозяйственном институте в 1964—1968, ГДОИФКе имени П. Ф. Лесгафта в 1968—1969, Ленинградском Государственном Университете в 1970—1974 гг.
Являлся членом тренерского совета Санкт-Петербурга.
В последнее время работал с многократной чемпионкой Санкт-Петербурга Надеждой Мосеевой.